# Old Cuban
 (juillet 2021).
Le Old Cuban est un cocktail à base de rhum, citron vert, menthe et champagne. Il est considéré comme une variante raffinée short drink (boisson courte) du long drink classique et populaire mojito (rhum blanc, citron vert, menthe, sucre, eau gazeuse), car il est infusé au champagne au lieu de l'eau gazeuse. Contrairement au mojito, cependant, ce n'est pas du rhum blanc mais du rhum brun et mûr qui est utilisé, ainsi que des amers d'Angostura supplémentaires, le tout servi dans un bol à cocktail ou à champagne créé par Audrey Saunders.

## Histoire
La recette de l'Old Cuban a été publiée en 2001. Il a été créé par la Barmaid Audrey Saunders. Peu de temps après, la boisson a fait son apparition sur les cartes des bars du monde entier et est l'une des meilleures ventes dans les bars haut de gamme, du moins en Allemagne. La boisson est « extrêmement buvable et incroyablement fraîche », et ceux qui en boivent une en ont généralement d'autres à suivre, selon plusieurs barmans.
Bien que Audrey utilise un rhum portoricain, l'histoire de la maison Bacardí a commencé à Cuba, ce qui peut expliquer le nom.

## Préparation
Dans la recette originale d'Audrey Saunders, 6 feuilles de menthe sont mélangées avec 2,25 cl de jus de citron vert fraîchement pressé et 3 cl de sirop de glucose. Versés dans un shaker et légèrement pressés avec un pilon ou une cuillère de bar, puis 4,5 cl de rhum vieilli. Enfin, ajouter 6 cl de champagne et décorer avec de la vanille sucrée. Les gousses de vanille sont coupées en deux à cet effet, grattées et conservées dans du sucre pendant au moins une semaine, qui prend un arôme intense de vanille,. On peut aussi le garnir d'un petit brin de menthe.